# La Porteuse de pain (película de 1963)
La Porteuse de pain (en italiano: La portatrice di pane) es una película dramática histórica franco-italiana de 1963 dirigida por Maurice Cloche y protagonizada por Suzanne Flon, Philippe Noiret y Jean Rochefort. Está basada en la novela del mismo título de Xavier de Montépin.

## Reparto
- Suzanne Flon como Jeanne Fortier / Maman Lison.
- Philippe Noiret como Jacques Garaud / Paul Harmant.
- Jean Rochefort como Ovide Soliveau.
- Jeanne Valérie como Marie Harmant.
- José Greci como Amanda.
- Michel Lemoine como Georges Darier.
- Marie-France Mignal como Lucie.
- Michel Bardinet como Jules Labroue.
- Bernard La Jarrige como Prefecto de policía.
- Pierre Doris como Vendedor de periódicos.
- Paul Vervisch como Ricoux.
- Albert Dinan como Le Tourangeau, un panadero.
- Pierre Mirat como La Brioche.
- Aram Stephan como Le prince.
- Claude Le Lorrain como Perkins.
- Lisette Lebon como Marianne.
- Philippe Castelli como Primer policía a las órdenes del prefecto de policía.
- Bernard Musson como Segundo policía bajo las órdenes del prefecto de policía.
- Pierre Duncan como Oficial de policía.
- Grégoire Gromoff como Locutor.
- Max Montavon como Gendarme.
- Madeleine Suffel como Conserje.
- Pierre Massimi como Lucien Labroue.
- Alberto Lupo como Étienne Castel.